# Gare de Shuntokumichi
La gare de Shuntokumichi (俊徳道駅, Shuntokumichi-eki) est une gare ferroviaire de la ville de Higashiōsaka, dans la préfecture d'Osaka au Japon. La gare est gérée par la compagnie Kintetsu.

## Situation ferroviaire
La gare de Shuntokumichi est située au point kilométrique (PK) 5,1 de la ligne Osaka.

## Histoire
La gare est inaugurée le 30 décembre 1926.

## Services des voyageurs

### Accueil
La gare est située sous les voies qui sont surélevées. Elle est ouverte tous les jours. 

### Desserte
- Ligne Osaka :
  - voie 1 : direction Kawachi-Kokubu
  - voie 2 : direction Osaka-Uehommachi

### Intermodalité
La gare de JR-Shuntokumichi sur la ligne Osaka Higashi est adjacente à la gare.